# دراکولا از گور برخاسته‌است
دراکولا از گور برخاسته‌است (به انگلیسی: Dracula Has Risen from the Grave) فیلمی محصول سال ۱۹۶۸ و به کارگردانی فردی فرانسیس است. در این فیلم بازیگرانی همچون کریستوفر لی، روپرت دیویس، ورونیکا کارلسون، باربارا اوینگ ایفای نقش کرده‌اند.